# Walter Van Gasse
Walter Van Gasse (1960) is een Vlaams striptekenaar.
Nadat Paul Geerts in 2001 met pensioen ging, werd Van Gasse eind 2002 bij Studio Vandersteen aangenomen om te assisteren bij het tekenen van Suske en Wiske. Hij werkte voor Marc Verhaegen de blauwe schetsen uit met potlood, zodat ze daarna geïnkt konden worden door Eric De Rop. Hij werkte ook achtergronden uit, een taak die later door Peter Quirijnen is overgenomen.
Hij heeft ook zelf enkele korte verhalen van ongeveer 24 pagina's getekend, zoals De koppige kluizenaar, De guitige gast en De razende rentmeester.
Hij tekende één regulier lang verhaal: De flierende fluiter (nr. 286), aan de hand van een scenario van Peter Van Gucht.
Begin 2006 verliet Van Gasse de Studio weer om zich toe te leggen op het maken van animatiefilms.